# Titana mirabilis
Titana mirabilis är en kräftdjursart som beskrevs av Gustav Budde-Lund 1909. Titana mirabilis ingår i släktet Titana och familjen Titaniidae. Inga underarter finns listade i Catalogue of Life.